# 富塞爾斯角 (佛羅里達州)
富塞爾斯角（英語：Fussels Corner）是位於美國佛羅里達州波爾克縣的一個人口普查指定地區。

## 地理
富塞爾斯角的座標為28°03′43″N 81°51′13″W / 28.06194°N 81.85361°W，而該地最高點為海拔高度34米（即112英尺）。

## 人口
根據2010年美國人口普查的數據，富塞爾斯角的面積為18.30平方千米，當中陸地面積為18.30平方千米，而水域面積為0.00平方千米。當地共有人口5313人，而人口密度為每平方千米290人。